# مامکی‌کمب
مامَکی‌کُمب یک منطقهٔ مسکونی در ایران است که در بخش مرکزی شهرستان زرآباد در استان سیستان و بلوچستان واقع شده‌است.

## جمعیت
این روستا در دهستان زرآباد شرقی قرار دارد و براساس سرشماری مرکز آمار ایران در سال ۱۳۸۵، جمعیت آن ۱۴ نفر (۵ خانوار) بوده‌است.